# 648 a.C.
Il 648 a.C. (DCXLVIII a.C. in numeri romani) è un anno  del VII secolo a.C.

## Eventi
Eclissi solare totale testimoniataci da Archiloco nel frammento 122, West, riportatoci da Aristotele.

## Nati
- Giosia, sovrano († 609 a.C.)